# The Lady of Rage
The Lady of Rage (справжнє ім'я Робін Іветт Аллен англ. Robin Yvette Allen, нар. 11 червня 1968, Фармвілл, Вірджинія) — американська реперка і актриса, найбільш відома за своїми співпрацями з музикантами лейблу Death Row Records, такими як Снуп Доггом та Dr. Dre.

## Дискографія
Студійні альбоми
Складено покладаючись на джерело.
| Рік  | Назва                                                                               | Котирування | Котирування |
| Рік  | Назва                                                                               | U.S.        | U.S. R&B    |
| ---- | ----------------------------------------------------------------------------------- | ----------- | ----------- |
| 1997 | Necessary Roughness - Дата видання: 24 червня, 1997 - Лейбл: Death Row / Interscope | 32          | 7           |

Мікстейпи
- VA 2 LA (2005)

## Фільмографія

### Телебачення
- The Steve Harvey Show
- Кенан і Кел

### Фільми
- Life After Death Row (2006) ... Себе
- Confessions of a Thug (2005)
- The Lady Of Rage: A Rapper of the Hip-Hop Concerts (2004) ... Robin Yvette Allen/Себе  (голос)
- Thug Life (2001) ... Robin Allen
- Next Friday (2000) ... Baby D'
- Ride (1998) ... Peaches